# Bactrocera selenophora
Bactrocera selenophora
 es una especie de insecto díptero que Tsuruta y White describieron científicamente por primera vez en 2001. Esta especie pertenece al género Bactrocera de la familia Tephritidae. Esta especie como plaga agrícola ha sido atacada por los agricultores en Sri Lanka.